# Damir Burić
Damir Burić (Pula, 2 de dezembro de 1980) é um jogador de polo aquático croata, campeão olímpico.

## Carreira

### Jogos Olímpicos
Burić fez parte do elenco campeão olímpico pela Croácia em Londres 2012. Quatro anos depois integrou a equipe medalha de prata nos Jogos do Rio de Janeiro.